# جودر 2 (مسلسل)
جودر 2 هو الموسم الثاني من مسلسل جودر وفي الموسم الثاني، تستمر معاناة (جودر) مع أعدائه وتستمر المؤامرات التي تحاك ضده، ويواصل الشمعيون جهودهم لاستخدام (جودر) للوصول إلى الكنوز الأربعة.

## أبطال المسلسل
يتألف طاقم عمل الممثلين في مسلسل جودر مما يأتي:
| اسم الممثل       | دوره في المسلسل      |
| ---------------- | -------------------- |
| ياسر جلال        | شهريار - جودر الصياد |
| ياسمين رئيس      | شهرزاد               |
| نور اللبنانية    | شواهي                |
| تارا عماد        | جوهرة                |
| وليد فواز        | سالم                 |
| وفاء عامر        | فاطمة - أم جودر      |
| رشوان توفيق      | شمردل                |
| أحمد فتحي        | مسرور السياف         |
| محمد التاجي      | الوزير قمر الزمان    |
| عبد العزيز مخيون | عبد الله الحطاب      |
| أحمد بدير        | عبد الأحد            |
| جيهان الشماشرجي  | شروق                 |
| مصطفى الرومي     | الحاجب               |
| ضياء عبد الخالق  |                      |
| علي صبحي         |                      |
| سامية الطرابلسي  | تودد                 |
| أحمد كشك         |                      |
| صالح العويل      |                      |
| عايدة رياض       |                      |

## وصلات خارجية
- جودر 2 على موقع قاعدة بيانات الأفلام العربية